# Conaperta krana
Conaperta krana är en plattmaskart som beskrevs av Antonius 1968. Conaperta krana ingår i släktet Conaperta och familjen Convolutidae.
Artens utbredningsområde är Röda havet. Inga underarter finns listade i Catalogue of Life.